# یواس‌اس لاندس (ای‌پی‌ای-۱۵۴)
یواس‌اس لاندس (ای‌پی‌ای-۱۵۴) (به انگلیسی: USS Lowndes (APA-154)) یک کشتی بود که طول آن به ۴۵۵ فوت ۰ اینچ (۱۳۸٫۶۸ متر) می‌رسید. این کشتی در سال ۱۹۴۴ ساخته شد.